# Bruno van Altena-Isenberg
Bruno van Altena-Isenberg (1250 - 1258), bekend als Bruno van Isenberg, was bisschop van het Prinsbisdom Osnabrück. Hij volgde zijn broer Engelbert III op als prins-bisschop.

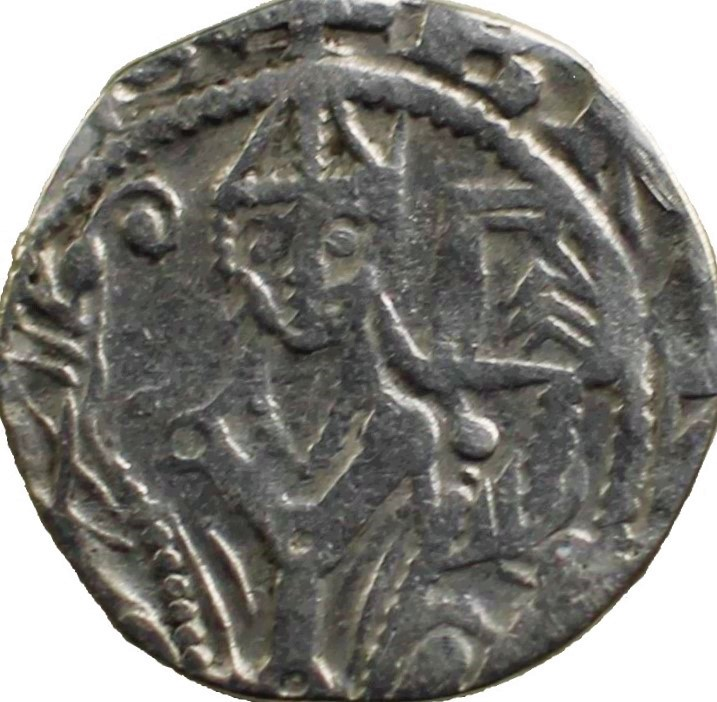
Bisschop Bruno I van Osnabrück 1250 1258. Muntslag

## Levensloop
Bruno was de vierde zoon van graaf Arnold van Altena-Isenberg uit diens huwelijk met Mathilde van Kleef, dochter van graaf Diederik III(IV) van Kleef en Adelheid van Sülzbach.
Net als vier andere broers Diederick, Engelbert, Philip en Gottfried, was Bruno bestemd voor een kerkelijke functie. In de kroniek "Chronicon Episcopo Münster" wordt Bruno op 18 juli 1226 genoemd "Quare ipse episeopus Thiderieus et frater suns Bruno  episcopas Osnabrügensis". Hij was toen diaken in het bisdom Osnabrück, waar zijn broer Engelbert twee jaar eerder bisschop was geworden. Sinds mei waren de broers Diederik van Altena-Isenberg bisschop van Münster en Engelbert van Altena-Isenberg op terugreis van hun bezoek aan de paus. 

#### Terugkeer uit Rome
Bruno's broer Diederik overleed onderweg en Engelbert was op terugreis formeel nog niet op de hoogte dat zij waren afgezet. Aanleiding was de gebeurtenis driekwart jaar eerder, waar oudere broer graaf Frederik van Altena-Isenberg op 27 november 1225 in Gevelsberg betrokken was bij de dood van hun oom Engelbert II van Berg, aartsbisschop van het Keurvorstendom Keulen. Na zijn rehabilitatie is Engelbert van Altena-Isenberg in 1237 weer in zijn oude ambt hersteld. 

#### Rehabilitatie
Bruno volgde op toen broer Engelbert in 1250 overleed. Beide konden zich in de jaren na 1226 verweren tegen de beschuldiging medeplichtig te zijn, omdat zij op de avond voor de dood van oom Engelbert van Berg niet bij de besprekingen in Soest waren geweest met graaf Frederik. Maar broer Diederick was dat wel. Toch is het onwaarschijnlijk dat ook hij op de hoogte was. Als bisschop kon hij de consequenties beter inschatten. Daarbij wist hij dat aartsbisschop Engelbert een getrainde zwaardvechter was, die (als geestelijke) in 1212 met neef Adolf I van der Mark 40 dagen lang in zuid Frankrijk tegen de Katharen, huis hadden gehouden, waarbij 400 bewoners van Bezier die niet bekeerd wilden worden, op de brandstapel de dood vonden.

#### Familie belang
Bruno was ook een belangrijk pleitbezorger voor zijn jonge neven Diederik en Frederik, de achtergebleven zonen van broer Frederik, die door hun oom hertog Hendrik IV van Limburg op zijn burcht aan de Vesdre, werden opgevoed. Hij was 17 juli 1242 met zijn andere broers (Willem, de jongste wordt er niet in genoemd) als getuige van de partij bij de leenoverdracht van de burcht Limburg aan de Lenne, aan hertog Hendrik IV van Limburg. 

#### Bemiddelaars rol
In bewaard gebleven oorkonden van bisschop Engelbert III van Osnabrück komt Bruno veelvuldig voor. Zelf komt hij na 1250 in oorkonden voor, zoals twee jaar voor zijn dood, op 20 en 24 augustus 1256 toen hij als bemiddelaar een prominente rol had bij het conflict tussen de Keulse aartsbisschop Koenraad van Hochstaden met Domkapittel tegenover de bisschop van Paderborn Simon I van Lippe met zijn Domkapittel over betwist grondeigendom in Salzkotten. Van Bruno als muntheer zijn munten bekend die zijn geslagen in Weidenbrück.
- Gemeinsame Normdatei: 1033724122
- Virtual International Authority File: 300114807